# Thành Hiếu Chiêu Hoàng hậu
Thành Hiếu Chiêu Hoàng hậu (chữ Hán: 誠孝昭皇后, 1379 - 20 tháng 11, 1442), hay Thành Hiếu Trương Thái hậu (誠孝張太后), là Hoàng hậu duy nhất của Minh Nhân Tông Chu Cao Sí, mẹ ruột của Minh Tuyên Tông Chu Chiêm Cơ và là bà nội của Minh Anh Tông Chu Kỳ Trấn cùng Minh Đại Tông Chu Kỳ Ngọc.
Bà là vị Hoàng thái hậu và Thái hoàng Thái hậu đầu tiên tại vị của triều đại nhà Minh. Tuy chưa từng công khai nhiếp chính, bà lại có sự ảnh hưởng lớn đến Minh Anh Tông trong việc chính sự mãi cho đến khi qua đời.

## Thân thế
Thành Hiếu Chiêu Hoàng hậu mang họ Trương (張氏), người huyện Vĩnh Thành, Hà Nam. Phụ thân là Trương Kỳ (張麒), sau truy tặng Bành Thành bá (彭城伯), mẹ là Bành Thành bá phu nhân Đồng thị (仝氏), trong nhà bà có anh trai là Bành Thành bá Trương Sở (張昶) và Đô đốc Trương Thăng (張昇).
Năm Hồng Vũ thứ 29 (1396), Yên vương Chu Đệ lập Chu Cao Sí làm Vương Thế tử, Trương thị do có tư sắc mỹ lệ, được tuyển làm Vương Thế tử phi (王世子妃). Năm Vĩnh Lạc thứ 2 (1404), sau khi Yên vương Chu Đệ đăng cơ, Trương thị được phong Hoàng thái tử phi. Bà sinh được 3 Hoàng tử là: Chu Chiêm Cơ, Chu Chiêm Dung (朱瞻墉) và Chu Chiêm Thiện (朱瞻墡), một con gái là Gia Hưng công chúa (嘉兴公主).
Trương thị kính cẩn ôn nhu, phụng hiếu Minh Thành Tổ Chu Đệ và Nhân Hiếu Văn Hoàng hậu Từ thị hết mực chu đáo, được 2 người quý mến. Thái tử Chu Cao Sí sinh thời không được lòng Thành Tổ, suýt bị phế truất mấy lần, do Cao Sí vốn tính quá ôn hòa nhân từ, Thành Tổ khi đó lại thích người em trai cùng mẹ ruột của Cao Sí là Hán vương Chu Cao Hú, muốn phế truất Thái tử. Từ Hoàng hậu và quần thần một phen hốt hoảng, ra sức can ngăn. Trong cung, Trương thị hạ sinh được Hoàng trưởng tôn Chu Chiêm Cơ học rộng, thông minh lễ độ, rất được Thành Tổ yêu quý, bèn giữ lại ngôi Thái tử.
Sau khi Nhân Hiếu Văn Hoàng hậu Từ thị mất, bà được Minh Thành Tổ giao cho quản lý hậu cung nhà Minh mặc dù lúc đó bà vẫn đang còn là Thái tử phi.
Năm Vĩnh Lạc thứ 22 (1424), Minh Thành Tổ Chu Đệ băng hà, Thái tử Chu Cao Sí kế vị, tức Minh Nhân Tông, niên hiệu đổi là Hồng Hi (洪熙). Trương thị được sách lập làm Hoàng hậu, con trưởng Chu Chiêm Cơ làm Hoàng thái tử.

## Hoàng thái hậu
Năm Hồng Hi nguyên niên (1425), Thái tử Chu Chiêm Cơ lên ngôi, tức Minh Tuyên Tông, niên hiệu đổi thành Tuyên Đức (宣德). Tôn vị Hoàng hậu Trương thị làm Hoàng thái hậu. Tuyên Tông đối với Trương Thái hậu hết sức hiếu thảo, có cống vật gì đều ưu tiên cho Thái hậu, cực kỳ cung phụng. Ngoài ra, bà cũng có ảnh hưởng với chính trị, phàm việc cơ mật, quân quốc đại sự, Tuyên Tông đều thỉnh Trương Thái hậu hỏi ý. Thái hậu đối với ngoại thích rất nghiêm, em trai bà là Trương Thăng tuy hầu thuận tỉ mỉ, nhưng Thái hậu vẫn không dùng vào việc chính sự. 
Năm Tuyên Đức thứ 3 (1428), Trương Thái hậu ngự giá Tây uyển, có Hoàng hậu và phi tần bồi hầu, Tuyên Tông cũng tự bồi giá Thái hậu lên Vạn Tuế sơn, hơn nữa phụng rượu mừng thọ, rồi đến Nhị lăng bái yết, ban yến công đức. Tuyên Tông thân mang cung tên, cưỡi ngựa đi trước xa giá dẫn đường, thiên hạ bá tánh đều trông thấy, rạng rỡ hân hoan. Trương Thái hậu nhìn thấy khung cảnh này, xúc động mà nói: ["Bá tánh ủng hộ quân chủ, là bởi vì quân chủ có thể khiến cho họ an cư lạc nghiệp, Hoàng đế hãy nhớ kỹ trong lòng"]. Trên đường hồi kinh, có đi ngang qua một nông gia, Trương Thái hậu dừng lại hỏi một cặp phu phụ cuộc sống thế nào, rồi ban thưởng lụa tiền. Các đại thần gồm Anh Quốc công Trương Phụ, Thượng thư Kiển Nghĩa (蹇义), Đại học sĩ Dương Sĩ Kỳ (杨士奇) hơn 6 người đến trước điện thỉnh an, Trương Thái hậu úy lạo nói: ["Các khanh đều là tiền triều cựu thần, phải gắng hết sức giúp Tự quân"]. Về sau, Tuyên Tông có triệu Dương Sĩ Kỳ vào nói: ["Thái hậu từ khi bái yết Nhị lăng trở về, nói rằng các khanh làm việc phi thường cần mẫn. Thái hậu nói Trương Phụ tuy là võ thần, nhưng thấu hiểu đại nghĩa. Kiển Nghĩa tính cần mẫn tỉ mỉ, nhưng chưa quyết đoán. Có khanh phi thường chính trực, lời nói thẳng thắng không kiêng kị, Hoàng khảo dẫu có lúc cao hứng, nhưng nghe theo lời khanh mà không hỏng đại sự"].

## Thái hoàng Thái hậu
Năm Tuyên Đức thứ 10 (1435), Tuyên Tông băng hà khi chỉ mới 38 tuổi. Hoàng thái tử Chu Kỳ Trấn còn tuổi nhỏ, chưa đến 10 tuổi, trong cung liền có tin đồn rằng Trương Thái hậu sẽ lập Tương vương Chu Chiêm Thiện - con trai thứ của bà, làm Tân Hoàng đế. 
Hoàng thái hậu ngay lập tức triệu quần thần đến cung Càn Thanh, chỉ vào Thái tử mà khóc nói: ["Đây chính là Tân Thiên tử a!"; 此新天子也。], triều thần hô van vạn tuế. Thái tử Chu Kỳ Trấn lúc đó mới 9 tuổi lên kế vị, tức Minh Anh Tông. Trương Thái hậu được tôn làm Thái hoàng Thái hậu, vị Thái hoàng Thái hậu đầu tiên của triều Minh. Vì Hoàng đế còn nhỏ tuổi, đại thần thỉnh cầu Thái hoàng Thái hậu thùy liêm thính chính, nhưng Thái hậu nói: ["Không cần phá hư tổ tông phương pháp. Chỉ cần hủy bỏ những sự vụ không khẩn, tập trung giáo dục Hoàng đế, còn những việc quốc sự sẽ giao các Phụ chính đại thần hiệp trợ"].
Trong thời gian này, Trương Thái hoàng Thái hậu tỏ ra là người uyên bác, nuôi dạy Anh Tông trưởng thành, quản lý chính sự. Bà còn ức chế ngoại thích, không cho các anh em dòng họ Trương được can dự triều chính, không xảy ra họa ngoại thích làm lũng đoạn triều đại, nhà Minh tiếp tục thời gian thịnh trị. Minh Anh Tông càng trưởng thành, ông càng sủng ái tin dùng thái giám Vương Chấn. Trương Thái hoàng Thái hậu rất không vui lòng. Một ngày, Thái hậu ngự biệt điện, Anh Tông đứng ở phía Tây, các đại thần Anh quốc công Trương Phụ, Dương Sĩ Kỳ, Dương Vinh, Dương Phổ đến, Thái hoàng Thái hậu ủy lạo nói:["Các khanh đều là lão thần, hiện giờ Hoàng đế tuổi nhỏ, hi vọng các khanh đồng tâm hiệp lực, giữ gìn quốc gia yên ổn"]. Bà lấy 5 vị đại thần này làm chính trị trung tâm. Sau đó, bà triệu Dương Phổ tiến lên, nói:["Nhân Tông Hoàng đế niệm khanh trung thành, nhiều lần phát ra thở dài, không nghĩ hôm nay còn có thể nhìn thấy ngươi"]. Dương Phổ cảm động mà rơi lệ, Thái hậu cũng rơi lệ, tả hữu người người cũng đều thực bi thương. Một lát sau, Vương Chấn được gọi tới, Thái hậu thay đổi sắc mặt, lạnh lùng nói:["Ngươi hầu hạ Hoàng đế không theo quy củ, hẳn là nên ban chết!"]. Vị nữ quan bên cạnh lập tức đem đao kề sát cổ Vương Chẩn, run rẩy không ngừng. Anh Tông cùng 5 vị đại thần xin tha, Thái hậu mới để yên. Thái hậu lập tức mắng:["Loại người các ngươi, từ xưa nhiều lần loạn quốc, Hoàng đế tuổi nhỏ, nào biết đâu rằng! Hiện nhân Hoàng đế cùng đại thần vì ngươi van xin hộ, ta bỏ qua cho ngươi lúc này, sau này tái phạm, nhất định trị tội không buông tha"]. 
Từ đó về sau, Thái hậu hay phái người đến Nội các dò hỏi, nếu biết Vương Chấn có ảnh hưởng đến Hoàng đế, bà liền sai người triệu hắn đến trách cứ. Do đó, khi Trương thị sinh thời, Vương Chấn không cách nào ảnh hưởng lên Anh Tông.
Năm Chính Thống thứ 7 (1442), ngày 18 tháng 10 (âm lịch), sau đại hôn của Minh Anh Tông và Tiền Hoàng hậu, Trương Thái hoàng Thái hậu bệnh nặng. Bà triệu Dương Sĩ Kỳ cùng Dương Phổ vào cung, lại sai Nội quan dò hỏi đại sự còn việc gì chưa hoàn thành, bà qua đời ngay khi Dương Sĩ Kỳ đang bẩm tấu, chỉ kịp để lại di huấn mong các đại thần phù trợ Anh Tông trở thành minh quân. Minh Anh Tông dâng thụy hiệu cho bà nội là Thành Hiếu Cung Túc Minh Đức Hoằng Nhân Thuận Thiên Chiêu Thánh Chiêu Hoàng hậu (誠孝恭肅明德弘仁順天昭聖昭皇后). Tháng 12 năm đó, kim quan của bà được an táng ở Hiến lăng (献陵), kế bên mộ phần của Minh Nhân Tông.

## Hậu duệ
Thành Hiếu Chiêu Hoàng hậu Trương thị với Minh Nhân Tông Hồng Hi Hoàng đế có bốn người con; 3 Hoàng tử và 1 Hoàng nữ:
1. Minh Tuyên Tông Chu Chiêm Cơ [朱瞻基].
2. Hoàng tam tử Chu Chiêm Dung [朱瞻墉; 9 tháng 2, 1405 - 5 tháng 8, 1439], con trai thứ ba của Hồng Hi Đế. Năm 1424 tấn phong Việt vương (越王), lấy con gái của Ngô Thăng (吳昇) làm Vương phi, lập phủ đệ ở Cù Châu. Sau khi qua đời, thụy là Việt Tĩnh vương (越靖王), Ngô vương phi bị tuẫn táng. Không có hậu duệ.
3. Hoàng ngũ tử Chu Chiêm Thiện [朱瞻墡; 4 tháng 4, 1406 - 18 tháng 2, 1478], con trai thứ năm của Hồng Hi Đế. Năm 1424 tấn phong Tương vương (襄王). Ban đầu giữ đất ở Trường Sa, sau cải thành ở Tương Dương, Hồ Bắc. Ông trải qua 4 đời Nhân Tông, Tuyên Tông, Anh Tông và Đại Tông, nổi tiếng hiền minh, là một Tông thất nhân vật có tầm ảnh hưởng. Sau khi qua đời, thụy hiệu là Tương Hiến vương (襄宪王), có 11 người con trai.
4. Gia Hưng công chúa [嘉興公主; 1409 - 1439], Hoàng trưởng nữ công chúa. Năm 1428, hạ giá lấy Tỉnh Nguyên (井源).

## Phim ảnh
| Năm  | Phim ảnh truyền hình   | Diễn viên | Nhân vật      |
| 2019 | 《Đại Minh Phong Hoa》 | Ngô Việt  | Trương Nghiên |